# Dolichos decumbens
Dolichos decumbens är en ärtväxtart som beskrevs av Carl Peter Thunberg. Dolichos decumbens ingår i släktet Dolichos och familjen ärtväxter. Inga underarter finns listade i Catalogue of Life.